# Catedral de la Anunciación (Vorónezh)

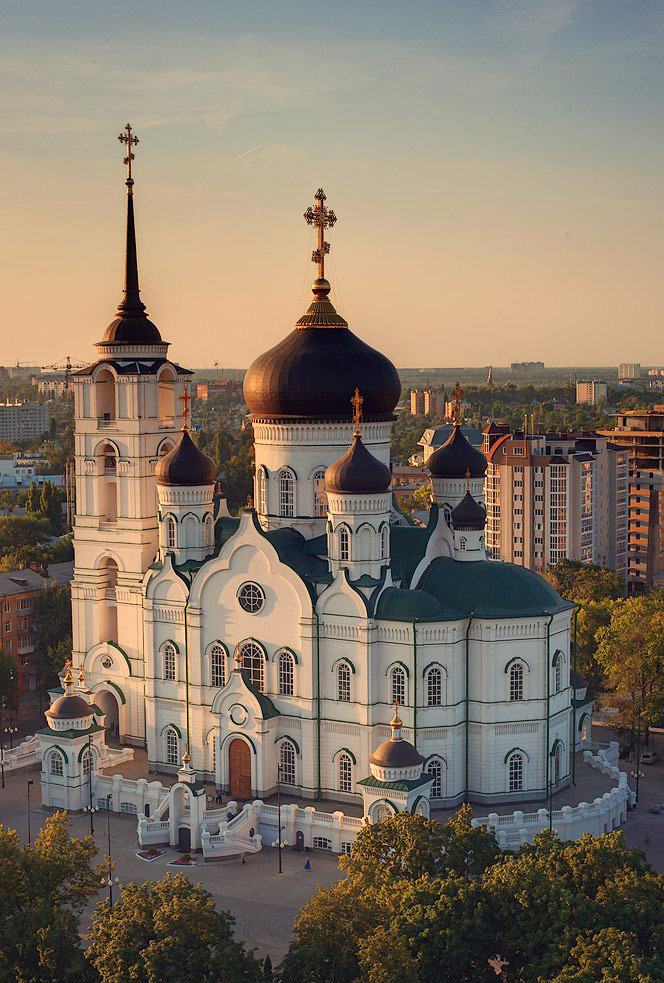
Catedral de la Anunciación, Vorónezh

La catedral de la Anunciación (del ruso: Благовещенский собор), en Vorónezh, es una catedral de la  Iglesia ortodoxa rusa, una de las más altas del mundo.
El edificio existente de la catedral, de cinco cúpulas con un campanario adjunto, fue construido entre 1998 y 2009. Fue diseñado según el modelo de la catedral de San Vladimir, construida a finales del siglo XIX, en un estilo ruso-bizantino que se remonta a las obras del arquitecto ruso de origen alemán Konstantín Ton (1794-1884), que fue demolida por los bolcheviques en el siglo XX.
La iglesia toma su nombre de la homónima catedral del barroco ucraniano que fue construida en 1718-1735 en el lugar de una iglesia anterior encargada por san Mitrofan de Vorónezh, que fue destruida por los soviéticos en la década de 1950. El campanario existente se hace eco del diseñado para la antigua catedral por el arquitecto italiano Giacomo Quarenghi (1744-1817).
Un monumento a san Mitrofan fue inaugurado en frente de la iglesia en 2003.